# احمد جعفراوغلو
احمد جعفراوغلو (به ترکی استانبولی: Ahmet Caferoğlu) تاریخ‌دان ترک، در ۱۷ آوریل سال ۱۸۹۹ در گنجه به دنیا آمد و در۶  ژانویه ۱۹۷۵ در شهر استانبول ترکیه از دنیا رفت. 
او جز نویسندگان دانشنامه اسلام بوده و پژوهش‌ها و کتاب‌هایی در مورد زبان ترکی و لهچه‌های گوناگون آن در نواحی مختلف ترکیه و دیگر نقاط از وی بجا مانده است.